# Kalksteinbruch Rüdersdorf

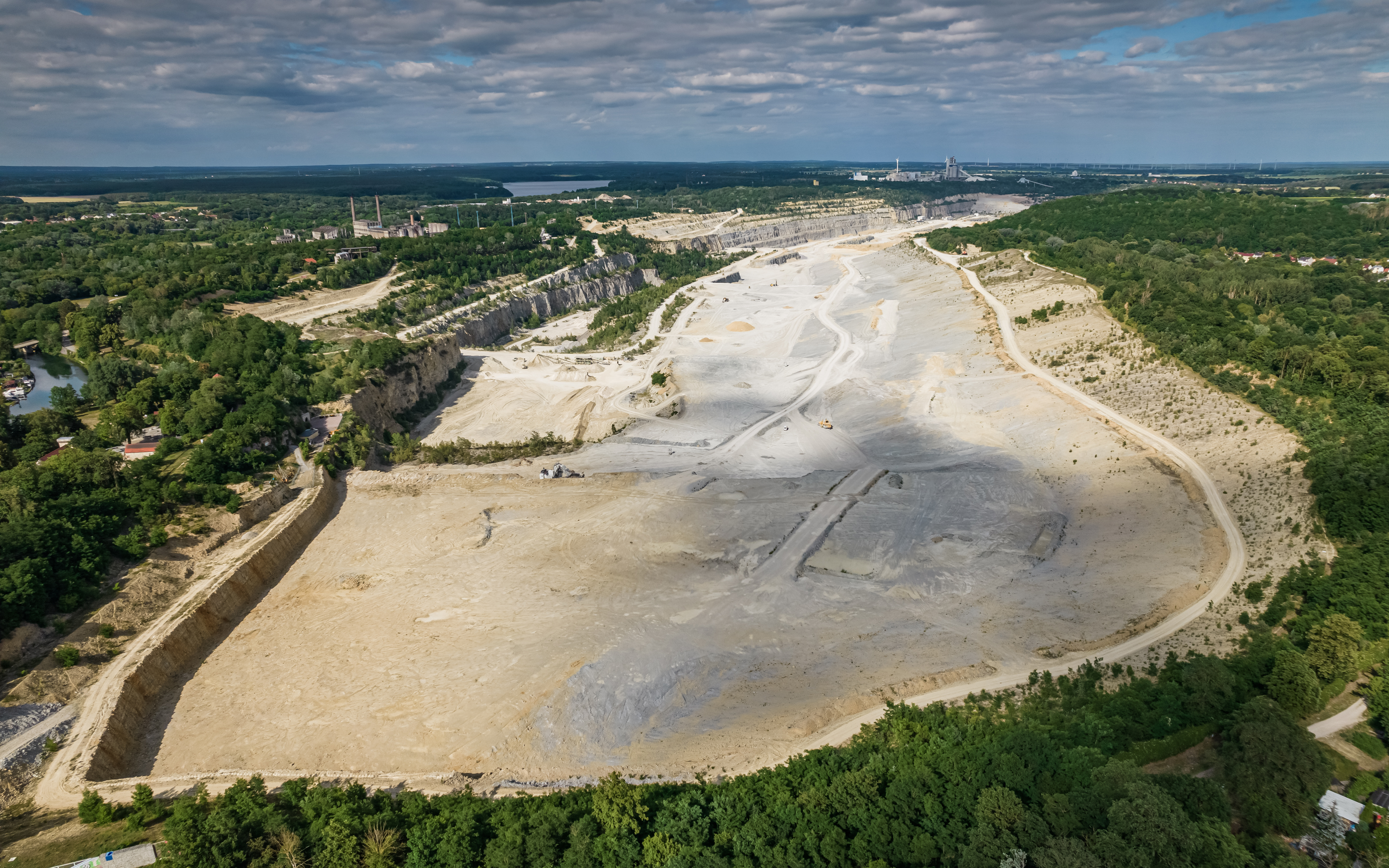
Luftbild vom Südwesten

Der Kalksteinbruch Rüdersdorf ist ein Großsteinbruch bzw. Tagebau in der Gemeinde Rüdersdorf östlich von Berlin. Er ist der größte geologische Aufschluss in Norddeutschland für das Erdmittelalter (Mesozoikum). Der Abbau von Kalkstein erfolgt dort seit ca. 800 Jahren.

## Geologie

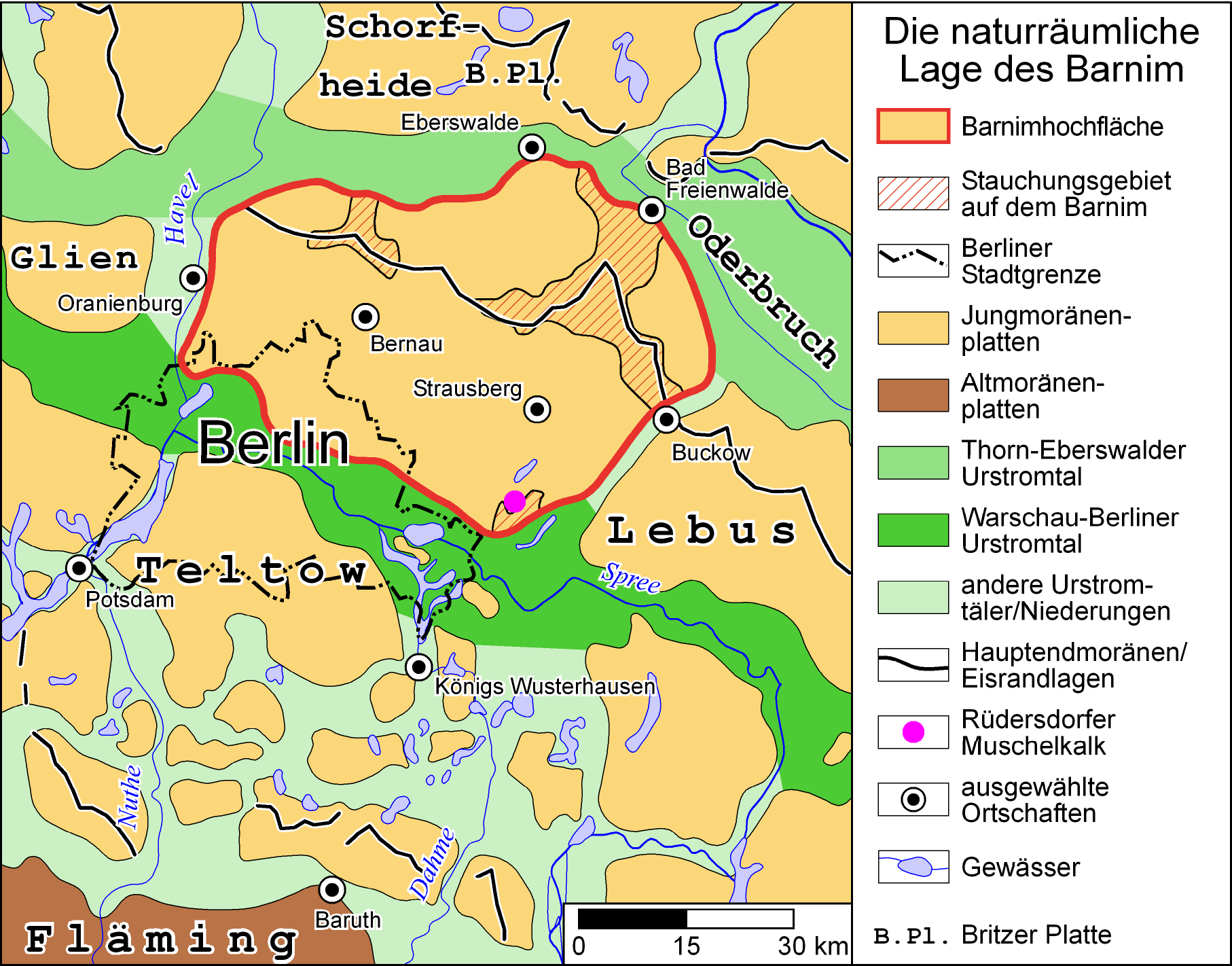
Geologische Karte von Berlin und Umgebung mit inselartigem Rüdersdorfer Muschelkalkvorkommen am Südrand des Barnims

Der Kalkstein gehört zur Germanischen Trias und ist in der mittleren Triaszeit vor ca. 240 Millionen Jahren entstanden. Die entsprechende Gesteinsserie wird als Muschelkalk bezeichnet. Die Schichtenfolge im Steinbruch reicht vom „Wellenkalk“ (Unterer Muschelkalk) bis zum „Hauptmuschelkalk“ (Oberer Muschelkalk).
Die Oberflächengeologie des Landes Brandenburg ist überwiegend von quartärzeitlichen Sedimenten, insbesondere den Ablagerungen der letzten und vorletzten Eiszeit (Weichsel- bzw. Saale-Kaltzeit), geprägt. Gesteine des Erdmittelalters liegen üblicherweise einige hundert bis über 1500 Meter unter der Oberfläche. Im Untergrund von Rüdersdorf befindet sich jedoch ein Salzkissen, die sogenannte Struktur Rüdersdorf. Diese Struktur entstand durch die Halokinese der Salzgesteine der Zechsteinserie (Oberperm) und hat die jüngeren, darüberliegenden (hangenden) Schichten aufgewölbt. Infolge der langsamen, aber stetigen Aufwölbung wurden diese jüngeren Gesteine bis hinunter zu den Schichten der mittleren Trias  abgetragen. Der Steinbruch Rüdersdorf ist der einzige Muschelkalk-Ausbiss in Deutschland östlich der Elbe.
Neben seiner Bedeutung als Muschelkalk-Aufschluss ist der Steinbruch für die Glaziologie von Wert. Im Jahre 1875 entdeckte Otto Torell Kritzspuren auf oberflächennah anstehendem Kalkstein, die er aus seiner Heimat Schweden kannte und die als Gletscherschrammen gedeutet wurden. Damit fand hier der erstmalige Nachweis einer Inlandvereisung südlich der Ostsee statt.
Der Muschelkalk in Rüdersdorf ist, wie für die meisten Schichtglieder des Muschelkalks allgemein üblich, relativ fossilreich. Besonders häufig sind Fossilien wirbelloser Meerestiere, insbesondere Muscheln und Armfüßer, seltener Kopffüßer (Nautiliden und Ammoniten). Am seltensten sind Wirbeltiere. Die häufigsten Reptilienfunde (in der Regel einzelne Zähne oder Knochen) stammen von der Gattung Nothosaurus.
Die meisten Kalksteine, so auch die in Rüdersdorf, bestehen überwiegend aus sehr feinkristallinem Calciumcarbonat, aber in den Rissen, Spalten und anderen Hohlräumen im Gestein haben sich im Lauf der Zeit größere Calcitkristalle gebildet. Seltener sind Kristalle anderer Karbonatminerale oder sulfidischer Minerale wie Pyrit.

## Museum

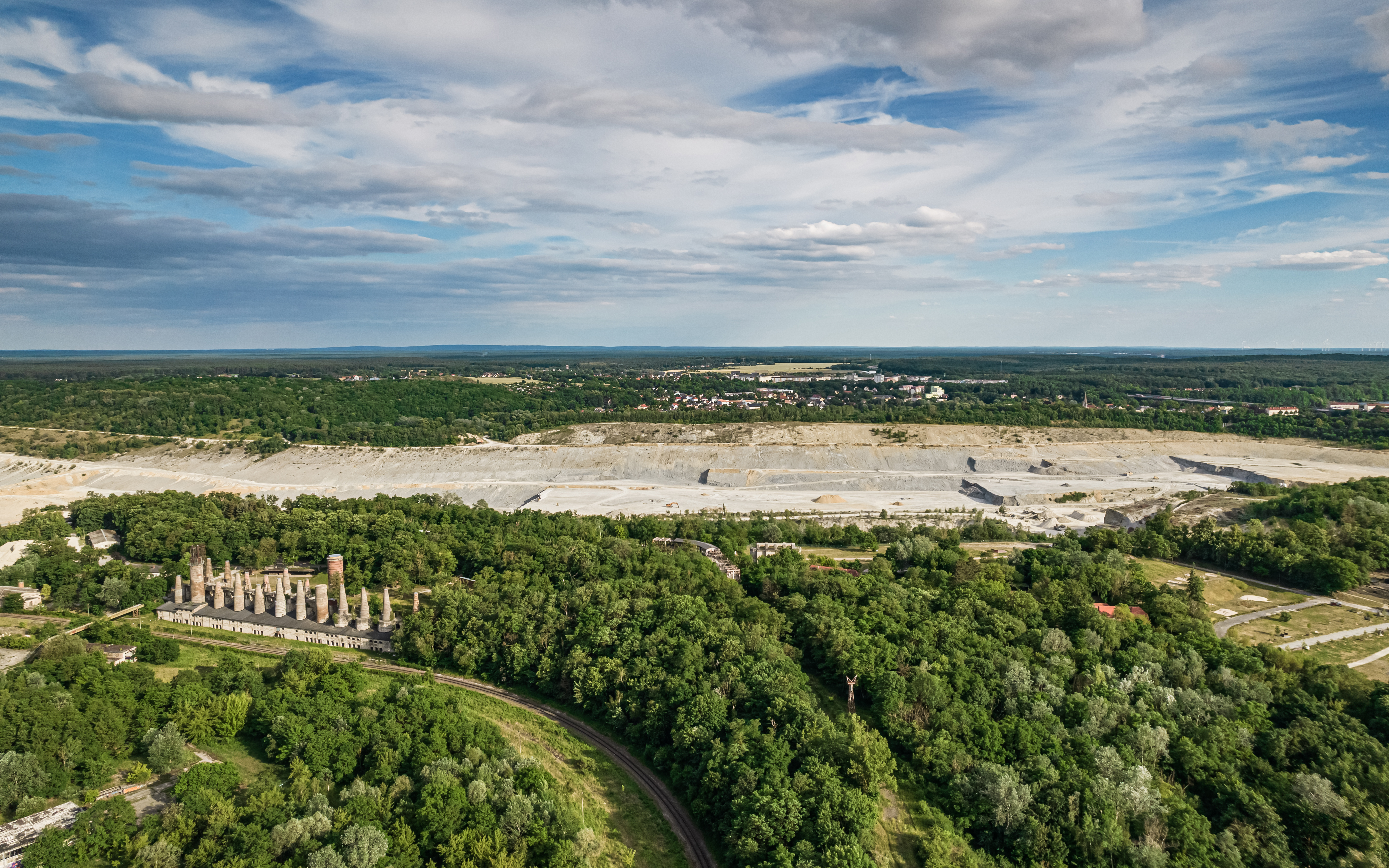
Luftbild des Museumsparks und des Tagebaus

Luftbild des Tagebaus 2025

Unmittelbar neben dem Steinbruch befindet sich ein Freilichtmuseum. Es dokumentiert einerseits die geologische Geschichte der Region und andererseits die Geschichte des Abbaus und der Verarbeitung des Rüdersdorfer Kalksteins, unter anderem mit technischen Denkmälern wie einem Rumfordofen und einer Schachtofenbatterie aus dem 19. Jahrhundert.